# Bachs h-Moll-Messe bei den Salzburger Festspielen

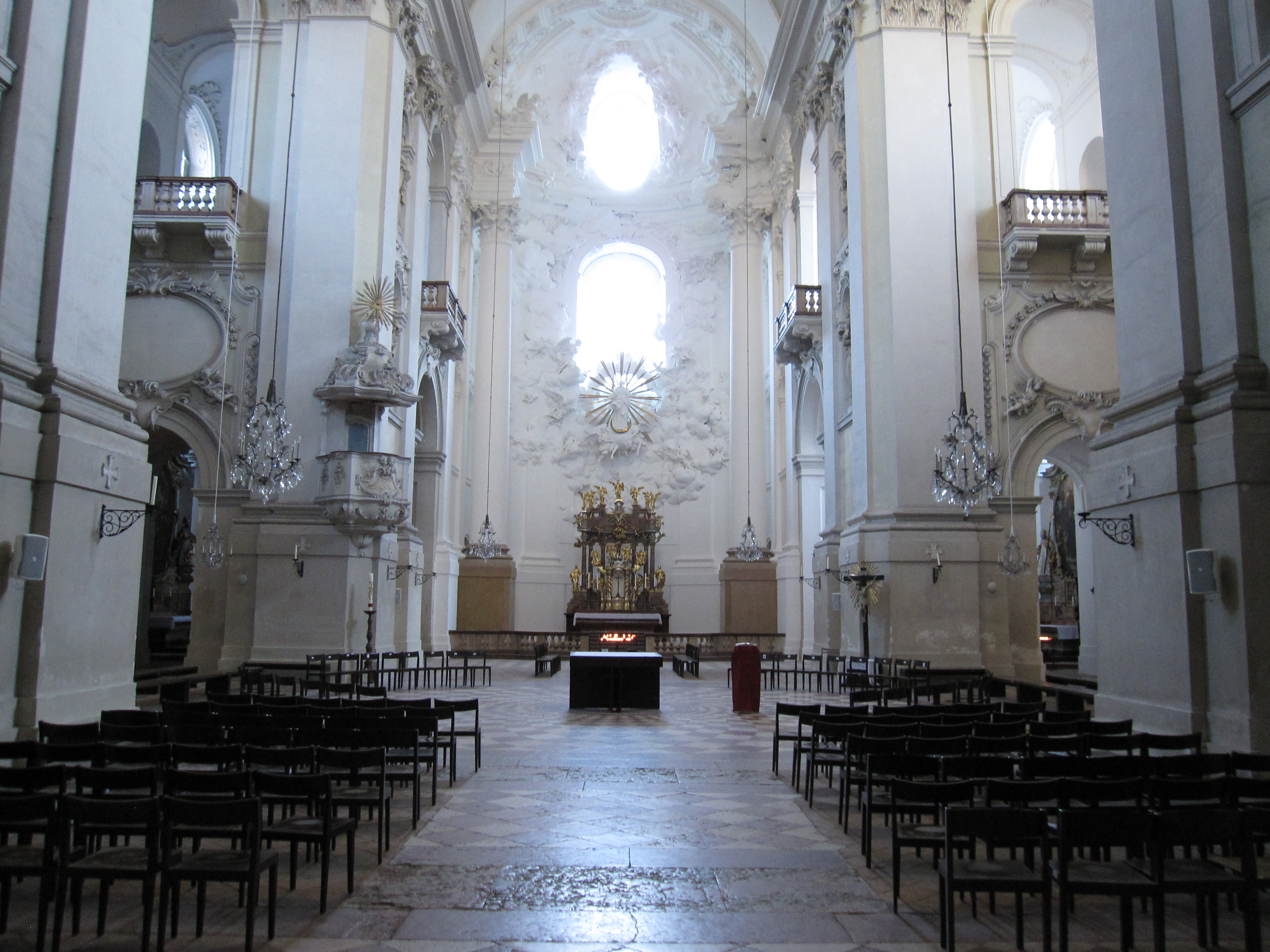
Die Kollegienkirche zu Salzburg

Bachs Hohe Messe in h-Moll bei den Salzburger Festspielen listet die Aufführungen der Hohen Messe in h-Moll für Soli, Chor, Orchester und Orgel (BWV 232) von Johann Sebastian Bach bei den Salzburger Festspielen. Das Werk wird dort regelmäßig in exzeptionellen Konzerten von namhaften Klangkörpern, Chören, Dirigenten und Solisten dargeboten.
Die Aufführungsort wechseln, genutzt werden die klassischen Spielstätten der Salzburger Festspiele.

## Konzept
Bachs Werk wurde in Salzburg bislang dreimal von klassischen Symphonieorchestern interpretiert, den Wiener und den Berliner Philharmonikern, sowie dreimal von Originalklang-Ensembles. Die Interpretationen waren auch betreffend Besetzung, Tempi und Intonation höchst unterschiedlich. Der große und erhabene Stil Karajans oder Mutis kontrastiert heftig mit der intimen und zügigen Darbietung des tschechischen Dirigenten Václav Luks im Jahr 2015. Die Presse schrieb über dessen Interpretation:

„Die traditionell teilweise in besonders langen Werten notierten Sätze der Kirchenmusik im ‚Stile antico‘, die psychologisch wohl mitverantwortlich waren für ausnehmend breite Tempi bis herauf zu Karl Richter, empfinden historisch versierte junge Interpreten wie Václav Luks mittlerweile in besonders flüssigem Alla-breve-Puls. Dafür nimmt er sich bei manch modern notierten Nummern etwas mehr Zeit. Vor allem aber fällt Luks gar nicht ein, etwa gleich das Kyrie-Fugenthema buchstabierend zu zergliedern. Vielmehr regiert bei den glänzenden vokalen und instrumentalen Kräften seines Collegium 1704 (mit etwa zwei Dutzend Sängern) ein fließendes Legato, das der Stilkunde nicht widerspricht, der Aufführung aber Geschmeidigkeit und Eleganz verleiht. […] Dankbarer Jubel.“

## Aufführungen der Hohen Messe in h-Moll
| Datum Spielstätte                      | Orchester Chor Dirigent | Instrumentalsolisten                                                                                                | Solistinnen                                                              | Solisten                                                          |
| -------------------------------------- | --- | --- | ------------------------------------------------------------------------ | ----------------------------------------------------------------- |
| 15. August 1932 Festspielhaus          | Wiener Philharmoniker Wiener Staatsopernchor Clemens Krauss                                                                        | Franz Schütz Orgel Karl Pilss Continuo                                                                              | Eva Hadrabová Sopran Sigrid Onegin Alt                                   | Helge Roswaenge Tenor Josef von Manowarda Bass                    |
| 27. August 1985 Großes Festspielhaus   | Berliner Philharmoniker Singverein der Gesellschaft der Musikfreunde Wien Helmuth Froschauer Choreinstudierung Herbert von Karajan | | Kathleen Battle Sopran Agnes Baltsa Alt                                  | Gösta Winbergh Tenor José van Dam Bass                            |
| 15. August 1995 Große Universitätsaula | Barockorchester Stuttgart Kammerchor Stuttgart Frieder Bernius                                                                     | Jörg-Michael Schwarz Violine Konrad Hünteler Traversflöte Martin Stadler Oboe d’amore Ulrich Hübner Corno da caccia | Ruth Ziesak Sopranus I Andreas Scholl Sopran II, Altus                   | Christoph Prégardien Tenor Gotthold Schwarz Bass                  |
| 11. Juni 2000 Großes Festspielhaus     | Wiener Philharmoniker Arnold Schoenberg Chor Erwin Ortner Choreinstudierung Riccardo Muti                                          | Anton Holzapfel Orgel                                                                                               | Sylvia McNair Sopran Angelika Kirchschlager Mezzosopran                  | Giuseppe Sabbatini Tenor Simon Keenlyside Bariton                 |
| 30. Mai 2004 Großes Festspielhaus      | Bach-Collegium Stuttgart Gächinger Kantorei Stuttgart Helmuth Rilling                                                              | | Sibylla Rubens Sopran I Anne-Carolyn Schlüter Sopran II Anke Vondung Alt | James Taylor Tenor Christian Gerhaher Bass Franz-Josef Selig Bass |
| 19. Juli 2015 Kollegienkirche          | Collegium 1704 Collegium vocale 1704 Václav Luks                                                                                   | | Hana Blažíková Sopran I Sophie Harmsen Sopran II Alex Potter Alt         | Václav Čížek Tenor Tomáš Král Bass Marián Krejčík Bass            |

## Quelle
- Salzburger Festspiele, Archivabfrage